# 御手紙
「御手紙」（おてがみ）は、シドの4枚目のシングル。2006年8月16日にデンジャークルー・レコードから発売された。

## 概要
- 初回限定盤2種類と通常盤の3形態で発売された。
- 表題曲「御手紙」は、作曲した明希曰く「最高傑作」。以降、2011年2月時点でも「今の俺の作曲時の目標は御手紙を超えるものを創ることですね。」と語る[要出典]。

## 収録曲
1. 御手紙
作詞：マオ、作曲：御恵明希
  - TBS系列『ランク王国』オープニングテーマ
2. life
作詞：マオ、作曲：御恵明希

## 収録アルバム
- play(#1)
- Side B complete collection〜e.B〜 (#2)
- SID 10th Anniversary BEST(#1)
- SID ALL SINGLES BEST(#1)